# Luiz Carlos Stanislawczuk
Luiz Carlos Stanislawczuk (Ponta Grossa, 23 de maio de 1944 - Balneário Camboriú, 28 de julho de 2016) foi um político brasileiro filiado ao Partido Democrático Trabalhista.

## Vida pessoal e formação acadêmica
Luiz Carlos Stanislawczuk nasceu em Ponta Grossa, sendo filho do empresário imigrante polonês João Lira Stanislawczuk e de Mercedez Vaz. Foi casado com Peggy Gutmann Stanislawczuk e juntos tiveram dois filhos, Luiz Carlos Júnior e João Henrique, ambos já falecidos, em acidentes de trânsito.
Cursou Economia e Administração na Faculdade de Ciências Econômicas, Geografia na Universidade Estadual de Ponta Grossa e Direito na Faculdade de Direito de Curitiba.  Morreu em Santa Catarina, no município de Balneário Camboriú, em 28 de julho de 2016.

## Carreira política
Foi eleito vereador de Ponta Grossa em 1968, sendo reeleito em 1972. Em 1974, foi eleito deputado estadual do Paraná. Foi eleito prefeito de Ponta Grossa em 1976 pelo MDB. Em sua gestão foram construídos os prédios da prefeitura e da Câmara Municipal, além do Teatro Municipal, do Fórum e do quartel da Polícia Militar.
Em 1982, filiado ao PDS, foi novamente candidato a deputado estadual, não sendo eleito. Nas eleições de 1988, foi candidato novamente a prefeitura, pelo PDT, não sendo eleito. Nas eleições de 1990, tentou novamente ser eleito deputado estadual, ficando na condição de suplente.
Nas eleições de 1992, concorreu ao cargo de vice-prefeito, na chapa de Djalma de Almeida César, não sendo eleito. Em 1993 assumiu como deputado na Assembleia Legislativa. Foi reeleito deputado em 1994 e em 1998, ainda pelo PDT. Nas eleições de 2002 buscou a reeleição para deputado estadual, não sendo eleito.